# Comisario de Corte
En Aragón, comisario de Corte es la persona a quien se mandaban entregar en la sentencia de lite-pendente los bienes aprehensos, para que los tuviese y percibiese sus frutos, con el derecho que había deducido en su imposición o demanda, previa la prestación de las fianzas forales. 
La sentencia de lite-pendente declaraba quién debía poseer durante el pleito y a este litigante se le llamaba comisario de corte, porque poseía por comisión del tribunal y con sujeción a responder en juicio abierto a las denuncias que se le dirigiesen. Como que su posesión era precaria y mediante afianzamiento, no aprovechaba para la prescripción.